# Zepherina utingensis
Zepherina utingensis is een keversoort uit de familie bladkevers (Chrysomelidae). De wetenschappelijke naam van de soort werd in 1961 gepubliceerd door Bechyne & Bechyne.